# Berrocal de Salvatierra
Berrocal de Salvatierra – gmina w Hiszpanii, w prowincji Salamanka, w Kastylii i León, o powierzchni 30,55 km². W 2011 roku gmina liczyła 95 mieszkańców.